# 8기 ⓝ016배 배달왕기전
8기 ⓝ016배 배달왕기전 배달왕기전은 한국경제신문, 한국통신프리텔(舊 한국통신, 현 kt)가 주최 및 후원하는 한국기원 소속 전문기사로 참가한 국내 기전 배달왕기전의 8번째 기전이다. 도전 5번기 에서는 전직 프로기사 이세돌 三단이 전기 6기 ~ 7기 배달왕 우승자 및 2연패 유창혁 九단을 3:2로 꺾고 우승을 차지하며 생애 첫 타이틀을 차지하여 통산 타이틀 2회 우승을 달성했다. 

### 참가자격
- 한국기원 소속 전문기사

### 기전규모
2억원

### 우승상금
3천만원

### 대국방법
- 제한시간 : 3시간
- 본선 16명 토너먼트, 도전자결정전 3번기, 도전기 5번기
- 덤 : 5집반(0.5집승)

## 대국 결과
| 대진               | 연도   | 대국일자  | 승자              | 패자              | 결과              | 기보 |
| ------------------ | ------ | --------- | ----------------- | ----------------- | ----------------- | ---- |
| 16강전             | 2000년 | 5월 12일  | 안조영 五단       | 김영환 五단       | 281수 백 반집승   |      |
| 16강전             | 2000년 | 5월 30일  | 장주주(국내) 九단 | 김동엽 七단       | 88수 백 불계승    |      |
| 16강전             | 2000년 | 6월 1일   | 이세돌 三단       | 최철한 三단       | 251수 흑 불계승   |      |
| 16강전             | 2000년 | 6월 2일   | 이창호 九단       | 윤성현 六단       | 143수 흑 불계승   |      |
| 16강전             | 2000년 | 6월 8일   | 이희성 三단       | 이용수 二단       | 177수 흑 불계승   |      |
| 16강전             | 2000년 | 6월 30일  | 박영훈 二단       | 서봉수 九단       | 292수 백 8집반승  |      |
| 16강전             | 2000년 | 7월 14일  | 목진석 五단       | 김성룡 六단       | 228수 백 불계승   |      |
| 16강전             | 2000년 | 7월 21일  | 조훈현 九단       | 최명훈 七단       | 275수 백 7집반승  |      |
| 8강전              | 2000년 | 7월 21일  | 박영훈 二단       | 장주주(국내) 九단 | 260수 백 3집반승  |      |
| 8강전              | 2000년 | 8월 4일   | 이세돌 三단       | 조훈현 九단       | 309수 백 8.5집승  |      |
| 8강전              | 2000년 | 8월 18일  | 이희성 三단       | 안조영 六단       | 185수 흑 불계승   |      |
| 8강전              | 2000년 | 8월 18일  | 이창호 九단       | 목진석 五단       | 193수 흑 불계승   |      |
| 준결승전           | 2000년 | 9월 15일  | 박영훈 二단       | 이희성 三단       | 227수 흑 불계승   |      |
| 준결승전           | 2000년 | 9월 25일  | 이세돌 三단       | 이창호 九단       | 242수 백 5집반승  |      |
| 도전자결정전 제1국 | 2000년 | 9월 29일  | 이세돌 三단       | 박영훈 二단       | 169수 흑 불계승   |      |
| 도전자결정전 제2국 | 2000년 | 10월 11일 | 박영훈 二단       | 이세돌 三단       | 232수 흑 10집반승 |      |
| 도전자결정전 제3국 | 2000년 | 10월 16일 | 이세돌 三단       | 박영훈 二단       | 251수 흑 불계승   |      |
| 도전 1국           | 2000년 | 10월 20일 | 유창혁 九단       | 이세돌 三단       | 178수 백 불계승   |      |
| 도전 2국           | 2000년 | 10월 27일 | 이세돌 三단       | 유창혁 九단       | 239수 백 반집승   |      |
| 도전 3국           | 2000년 | 11월 20일 | 유창혁 九단       | 이세돌 三단       | 258수 백 불계승   |      |
| 도전 4국           | 2000년 | 12월 4일  | 이세돌 三단       | 유창혁 九단       | 256수 백 3집반승  |      |
| 도전 5국           | 2000년 | 12월 20일 | 이세돌 三단       | 유창혁 九단       | 205수 흑 불계승   |      |